# Yundi Li

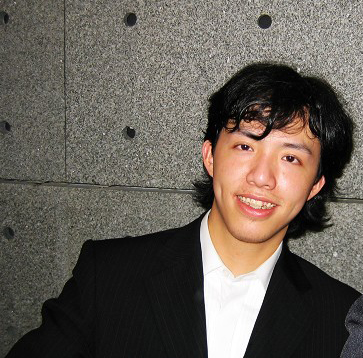
Yundi Li in 2005

Yundi Li (Chinees: 李云迪, pinyin: Lǐ Yúndí) (Chongqing, China, 7 oktober 1982), die zijn naam bij optredens en plaatopnamen soms beperkt tot Yundi, is een Chinees klassiek pianist. Hij is vooral bekend omdat hij de jongste winnaar ooit van het Internationaal Frederick Chopin Piano Concours is.

## Biografie
Zijn vader, Li Chuan Li, en zijn moeder, Zhang Xiaolu, werkten allebei voor het Sichuan Chongqing Staal en IJzerbedrijf. Tijdens zijn jeugd kreeg hij pianoles van Zhao Yi Dan. Li's debuut in de Verenigde Staten vond plaats in juni 2003 in de Carnegie Hall, als onderdeel van Steinway and Sons' 150e jubileumgala. Een maand later gaf hij zijn eerste concert in de VS; hij speelde Chopins pianoconcert nr. 1.
Li's opname met stukken van Liszt werd in augustus 2003 uitgebracht en kreeg van The New York Times de titel "Best CD of the Year" Zijn derde opname, met Chopins vier Scherzi en drie Impromptus, kwam eind 2004 uit.

## Prijzen en erkenningen
Li heeft belangrijke prijzen gewonnen op internationale wedstrijden. Hij won  in 1994 de Pianowedstrijd voor kinderen in Peking. In 1995 was hij eerste op de Internationale Stravinsky Jeugdwedstrijd. In 1998 won hij de South Missouri International Youth Piano Competition. In 1999 werd hij derde op het Internationaal Franz Liszt Pianoconcours in Utrecht. In oktober 2000 nam Yundi Li op aandringen van het Chinese Ministerie van Cultuur deel aan het 14e Internationaal Frederick Chopin Piano Concours in Warschau. Hij was de eerste deelnemer in vijftien jaar die de eerste prijs won. Op zijn 18e was hij ook de jongste winnaar ooit, en de eerste Chinese winnaar. Kort daarna ging Li in Hannover studeren bij Arie Vardi.

## Cd's en dvd's
- 2002: Chopin (Sonate h-Moll, Andante spianato & Grande Polonaise brillante, Etudes, Nocturnes, Fantaisie-Impromptu)
- 2003: Liszt (Sonate h-Moll, la Campanella, etc.)
- 2004: Chopin (4 Scherzi, 3 Impromptus)
- 2005: Vienna Recital (Scarlatti, Mozart, Schumann, Liszt)
- 2005: DVD: Chopin Scherzi, Liszt Sonate h-Moll
- 2007: Liszt, Chopin: Klavierkonzerte No. 1
- 2008: Prokofieff: Klavierkonzert No. 2, Ravel: Klavierkonzert in G-Dur
- 2009: Yundi - The Young Romantic (Frédéric Chopin: Scherzo op.20, Scherzo op.31, Scherzo op.39, Scherzo op.54; Franz Liszt: Grandes Études de Paganini: La Campanella)
- 2010: Live in Beijing
- 2010: Frédéric Chopin, Sämtliche Nocturnes
- 2011: Yundi: the Red Piano (Xian Xinghai: The Yellow River Piano Concerto; Zhang Zao, Wang Jianzhong: 15 chinesische Volkslieder)
- 2012: Yundi: Beethoven Klaviersonaten （Appassionata, Mondscheinsonate, Pathétique）
- 2014: Yundi: Beethoven Klavierkonzert Nr.5 (Yundi, Berliner Philharmoniker, Daniel Harding) sowie Robert Schumann: Fantasie C-Dur op. 17
- 2015: Yundi: Chopin Preludes (24 Préludes, Op.28, Prélude No.25 in C Sharp Minor, Op.45, Prélude No.26 In A Flat Major, Op.Posth.)
- 2016: Yundi: Chopin Ballades, Berceuse, Mazurkas op. 17